# Хегон
Хегон (кор. 혜공, 惠恭, Hyegong, Hyegong; 758–780) — корейський правитель, тридцять шостий володар (ван) держави Сілла (сьомий ван об'єднаної Сілли).

## Біографія
Був сином вана Кьондока й панни Манвол. Він став останнім нащадком вана Муйоля на троні Сілли.
Зайняв престол у 8-річному віці після смерті батька. Відповідно до Самгук Сагі, розбещений владою з дитинства, ван вів аморальний спосіб життя. Це спричинило обурення аристократії, що вилилось у повстання 768, 770 та 775 років. Зрештою 780 року заколотники захопили палац і вбили Хегона.
Новим ваном було проголошено Сондока.